# Karabinek APS-95
APS-95 – chorwacki karabinek automatyczny, odmiana karabinka R4 (południowoafrykańska wersja izraelskiego Galila).
Karabinek APS-95 powstał w połowie lat 90. w firmie RH-Alan i został zaproponowany jako następca karabinka Zastava M70 (jugosłowiańska odmiana AKM). APS-95 ma budowę wewnętrzna identyczną jak Galil, różni się od niego wyposażeniem w chwyt transportowy, mieszczący w tylnej części celownik optyczny o powiększeniu 1,5×. Zmieniono także kształt łoża i chwytu pistoletowego.